# ديفيد ماميت
ديفيد ماميت (بالإنجليزية: David Mamet) (و. 1947  م) هو كاتب سيناريو، ومخرج أفلام، وكاتب مسرحي، ومنتج أفلام، وكاتب، ومؤلف أمريكي، ولد في شيكاغو، وهو عضوٌ في الأكاديمية الأمريكية للفنون والآداب.

## التعليم
تعلم في كلية غودارد ‏، ومدرسة نيبرهود للمسرح ‏.

## جوائز وترشيحات
حصل على جوائز منها:
جوائز
- جائزة بوليتزر عن فئة الدراما

ترشيحات
- جائزة الأوسكار لأفضل كتابة، عن عمل: الحكم
- جائزة الأوسكار لأفضل كتابة، عن عمل: ذيل الكلب

ترشح لـ:
- جائزة الأوسكار لأفضل كتابة "سيناريو مقتبس"، عن عمل: الحكم
- جائزة الأوسكار لأفضل كتابة "سيناريو مقتبس"، عن عمل: ذيل الكلب.

## وصلات خارجية
- ديفيد ماميت على موقع IMDb (الإنجليزية)
- ديفيد ماميت على موقع الموسوعة البريطانية (الإنجليزية)
- ديفيد ماميت على موقع روتن توميتوز (الإنجليزية)
- ديفيد ماميت على موقع مونزينجر (الألمانية)
- ديفيد ماميت على موقع ألو سيني (الفرنسية)
- ديفيد ماميت على موقع ميوزك برينز (الإنجليزية)
- ديفيد ماميت على موقع أول موفي (الإنجليزية)
- ديفيد ماميت على موقع بوكس أوفيس موجو (الإنجليزية)
- ديفيد ماميت على موقع قاعدة بيانات برودواي على الإنترنت (الإنجليزية)
- ديفيد ماميت على موقع قاعدة بيانات الأفلام السويدية (السويدية)